# Ranomi Kromowidjojová
Ranomi Kromowidjojo přechýleně Ranomi Kromowidjojová (* 20. srpna 1990, Sauwerd, Nizozemsko) je nizozemská plavkyně. Vybojovala řadu medailí včetně titulů na plaveckých světových šampionátech zejména v rámci nizozemských štafet, s nimiž je i držitelkou světových rekordů v závodech na 4 × 100 m volný způsob v dlouhém i krátkém bazénu.

## Biografie
S plaváním začala ve čtyřech letech v Groningenu. Její otec pochází ze Surinamu s indonéskými (javánskými) kořeny. Její matka je Nizozemka.

## Plavecká kariéra
Po úspěšných juniorských šampionátech v letech 2005 a 2006 debutovala v seniorské kategorii na evropském šampionátu v roce 2006. Jako patnáctiletá v rámci štafety vybojovala svou první medaili mezi dospělými - stříbro na 4 × 100 m volný způsob. I v dalších letech sbírala cenné kovy v rámci nizozemské štafety, většinou s Inge Dekkerovou, Femke Heemskerkovou a Marleen Veldhuisovou. Nejcennějšími byly zlaté medaile z olympijských her 2008 a mistrovství světa v letech 2009 a 2011. V individuálních závodech vyhrála na mistrovství světa v krátkém bazénu 2010 oba nejkratší kraulařské sprinty.
Dosud nejvýraznějšího individuálního úspěchu dosáhla na olympijských hrách 2012, kde vyhrála závod na 100 metrů volný způsob.

## Osobní rekordy

### Dlouhý bazén
- 50 m volný způsob - 24.35 zaplavala 10.4.2011 v Eindhovenu
- 100 m volný způsob - 53.31 - 12.6.2008 Řím

### Krátký bazén
- 50 m volný způsob - 23.58 - 13.12.2009 Istanbul
- 100 m volný způsob - 51.44 - 11.12.2009 Istanbul

## Mimořádné úspěchy
- v rámci nizozemských štafet držitelka světových rekordů na 4 × 100 m volný způsob v dlouhém bazénu (3:31,72) 
 4 × 100 m volný způsob v krátkém bazénu (3:28,22)